# Аламоса (река)
Аламоса је река у јужном делу америчке државе Колорадо. Дуга је 64 mi (103 km) (103 km), тече источно кроз долину Сен Луис. Њен слив обухвата око 148 квадратних миља (380 km²).
На шпанском име ове реке значи: у сенци памуковог дрвета.
Река је погођена катастрофом у руднику Сумитвил, сматра се да је то било најгоре изливање цијанида у историји Сједињених Држава.